# Terminologia Histologica
La Terminologia Histologica (TH) és un vocabulari d'indexació per al seu ús en la citologia i histologia. A l'abril de 2011, Terminologia Histologica va ser publicat en línia pel Federative International Programme on Anatomical Terminologies (FIPAT, Programa Internacional Federatiu sobre Terminologies Anatòmiques), el successor del FCAT.
Va ser pensat per reemplaçar Nomina Histologica. La TH es va introduir el 1977, amb la quarta edició de la Nomina Anatomica.
Va ser desenvolupat pel Federative International Committee on Anatomical Terminology (Comitè Internacional Federatiu de Terminologia Anatòmica).